# El Huizache, Pénjamo
El Huizache är en ort i Mexiko.   Den ligger i kommunen Pénjamo och delstaten Guanajuato, i den centrala delen av landet, 290 km väster om huvudstaden Mexico City. El Huizache ligger 1 734 meter över havet och antalet invånare är 170.
Terrängen runt El Huizache är varierad. Runt El Huizache är det ganska tätbefolkat, med 83 invånare per kvadratkilometer. Närmaste större samhälle är Pénjamo, 9,1 km norr om El Huizache. I omgivningarna runt El Huizache växer huvudsakligen savannskog.